# Беньова (Польща)
Беньова (пол. Beniowa) — село в Польщі, у гміні Літовищі Бещадського повіту Підкарпатського воєводства. Після 1947 року не заселене.
У 1975-1998 роках село належало до Кросненського воєводства.

## Історія
У 1537 році в одному із документів тут згадується місцевість під назвою "Беньове поле". Село було засноване не волоському праві, ймовірно у період між 1549 та 1565 роками. У 1589 році Беньова згадується вже як існуюче село, котре мало платити податки. У 1709 році спалена шведськими військами, однак у другій половині XVIII століття була поступово відбудована. У Беньовій існувало кілька млинів та тартаків. Млинарством займався Михайло Дякунчак, тартаки належали Віктору Кавацькому. У міжвоєнний період у селі розташовувався прикордонних пост та відділок поліції. Після війни лівобережна і основна частина Беньової опинилась у складі Польської Народної Республіки. 2 червня 1947 року, у рамках акції "Вісла", протягом години польські війська виселили все населення у збірний пункт в Тернаві, а далі воно було розпорошене по різних частинах приєднаних до Польщі німецьких земель.

## Млини у Беньовій
- Млин на хуторі Слов'яни - на правому березі ріки Сяну, за 200 метрів від гирлом річки Градовець. Млин мав довжину близько 120 м., поруч знаходилася гребля і невелике водосховище.
- Водяний млин і тартак поблизу фільваркового господарства - створені в першій половині ХІХ століття, на лівому березі Сяну, приблизно в 400 метрах від цвинтаря в південно-східному напрямку. Довжиною коло 150 м. Вода накопичилась дерев'яною греблею довжиною близько 50 м - в результаті чого утримувався резервуар площею приблизно 9100 метрів квадратних. 5 метрів нижче дамби була будівля - імовірно млин.
- Млин і тартак у присілку Холіната був розташований на правому березі Сяну, близько 290 метрів нижче гирла потоку Негрилів. Через недостатню кількість води, через деякий час, млин був перероблений, а потім - на початку ХІХ століття, розібраний.[3]

## Церква
Церковні будівлі у селі змінювали одна одну протягом століть, і всі носили посвяту на честь Архангела Михаїла. Про першу з них, відомості походять із 1589 року. Відомо що у 1779 році замість старої побудовано нову, у бойківському стилі, освячену у 1783 р., котра була розібрана у 1926 чи 1927 роках, коли вже існувала нова будівля. Наступна церква Архангела Михаїла у Беньовій була збудована у 1909 році на місці старої. Це була велика триверха, репрезентативна будівля в українському стилі. Під час І світової війни частково пошкоджена, однак відновлена у 1919. У квітні 1946 року сплюндрована польським військом, а у 1947 повністю спалена, разом із всіма будівлями села.

## Народились
Юрій Дякунчак - організатор Бойківської бригади УГА. В часи українсько-польської війни її штаб квартира знаходилась у Літовищах.